# 密祉镇
密祉镇，是中华人民共和国云南省大理白族自治州弥渡县下辖的一个乡镇级行政单位。
2014年3月3日，云南省人民政府批复同意撤销密祉乡，设立密祉镇。

## 行政区划
密祉镇下辖以下地区：
永和村、兴隆村、中心村、八士村、莲峰村和石麟村。

## 中国传统村落
2013年8月，文盛街村被评为第二批中国传统村落。